# Zollamt Bremen-Überseehafen
Das Zollamt Bremen-Überseehafen befindet sich in Bremen, Stadtteil Walle, Ortsteil Überseestadt, Hansator 1/Nordstraße. Die Gebäude entstanden bis 1964 nach Plänen des Architekten Willi Bornemann aus der Bauabteilung der Oberfinanzdirektion Bremen.
Die Gebäude stehen seit 2004 unter Bremer Denkmalschutz.

## Geschichte
Von 1888 bis 2000 gab es in Bremen den Freihafen als Zollfreigebiet im Bereich von Europahafen (ab 1887, 1998 zugeschüttet) und Überseehafen (ab 1906, 1991 als Freihafen geschlossen). Hier wurden in einem umzäunten Gebiet die Ladungen, überwiegend Stückgut, der Schiffe gelöscht, gelagert und auch weiterverarbeitet. An verschiedenen Zolldurchlässen fand die Zollkontrolle statt. 16 Zollbeamte arbeiteten bis 2006 im alten Zollamt Überseehafen und danach im neuen Zollamt Überseestadt am Hafenhochhaus, Hafenstraße 55.
Das dreigeschossige Verwaltungsgebäude mit Riemchenfassade in Beige und Ocker, trapezförmigem Grundriss, Flugdach und keilförmigem Treppenhaus mit zeittypischem ovalen Treppenauge wurde 1961–1964 im modernen Stil der Nachkriegszeit für das Zollamt Überseehafen gebaut.
 
Von den beiden eingeschossigen Abfertigungsgebäude verblieb das ellipsoide Haus für den Kleingüterverkehr, das für den Personenverkehr wurde 2003 abgerissen. Das oval abschließende Dach überspannt auch den offenen Bereich der Rampe des auf einer Verkehrsinsel stehenden Gebäudes.

Der eiserne Zollzaun auf einem längeren Teilstück blieb erhalten.
Das Landesamt für Denkmalpflege Bremen befand: „Die Gebäude des Zollamts Überseehafen sind im architektonischen Entwurf eng an den ursprünglichen Zweck der Zollabfertigung angepasst worden. Aber sie sind....gleichzeitig Einzelbauten mit anspruchsvoller Architektur der 1960er-Jahre.“
Neben den Haupteingang steht seit 1964 die fünf Meter hohe Plastik Hansator aus Beton vom Künstler und Architekten Karl-August Welp. Die Plastik erinnert an ein Segel und einen Torbogen.
Heute (2018) wird das Verwaltungsgebäude u. a. durch den Verein Musikszene Bremen und durch die Tabakbörse genutzt. In dem als Zollkantine benannten Raum mit der Arenabühne finden Workshops, Konzerte, Partys und auch Vereinssitzungen statt; 2018 das Überseefestival in Bremen. Das Abfertigungsgebäude steht seit 2008 leer.